# الصحافة الرياضية الفلسطينية
الصحافة الرياضية الفلسطينية، الصّحافة الرياضيّة في عهد الانتداب البريطاني (1918 - 1948)
تمتاز الصّحافة الرياضيّة في عهد الانتداب البريطاني في فلسطين بالاهتمام المبكّر بالأنشطة الرياضيّة. وعلى إثر ذلك تمّ تأسيس الأنديّة والاتحادات الرياضيّة لبعض الألعاب. ومن ثمّ تخصيص أبوابًا وصفحات متعلّقة بالشؤون الرياضيّة في الصّحف والمجلّات العامّة.
من أبرز الصُحُف والمجّلات الرياضيّة:
"مجلة الزنبقة": وهي أول مَطبوعة تهتم بالشؤون الرياضيّة في فلسطين.
"جريدة ذي بالستين راديو غازيت": جريدة أسبوعيّة تعنى بالرّاديو والألغاز والرّياضة.
"مجلة الكشّاف": وهي مجلة تهتم بالموضوعات الكشفيّة والرياضيّة والأدبيّة.
" جريدة الحياة الرياضيّة": جريدة أسبوعيّة تبحث في أخبار السّينما والألعاب وسباق الخيل والنقد الهزلي.
" مجلّة مرآة رام الله": جريدة أسبوعيّة تبحث في الشؤون الأدبيّة والرياضيّة والثقافيّة.
بالإضافة إلى ما ذُكِر أعلاه، ظهرت مجلّة "الجّيل"، و"جريدة الذّخيرة"، و"مجلة الحياة الرياضيّة "، كمجلّات متخصّصة لمواكبة النّهضة الرّياضيّة في فلسطين. تمثّلت هذه الصحف والمجلّات في المستوى الأوّل والثاّني للصحافّة الرياضيّة في ذلك العهد، مع تطورها من بداياتها كأبواب أو صفحات مُخصّصة إلى صحف ومجلات تعبّر عن رأيها وتتّصل بجمهورها.

## الصّحافة الرياضيّة في العهدين المصريّ والأردنيّ (1948 - 1967)
في الفترة بين عامي 1948 و1967، شهدت فلسطين توقفًا في النشاط الرياضيّ في قطاع غزة والضفّة الغربيّة، بسبب الأوضاع السّياسية النّاجمة عن سيطرة الكيان الصهيونيّ على البلاد، مما أدّى إلى انحسار النّشاط الرياضيّ حتى عام 1952. خلال هذه الفترة الصّعبة. والتي خلفها حياة صعبة، عاشها  الشّعب الفلسطينيّ، من فقرٍ وجوعٍ ومرضٍ داخل معسكرات التّجمع.
مع بداية عام 1952، بدأت مظاهر النّشاط الرياضيّ تبرز في فلسطين، من خلال المدارس وإنشاء الملاعب ومراكز الشّباب والأندية والاتحادات الرياضية، وتنظيم المسابقات والمشاركة في البطولات المحليّة والخارجيّة. تميزت هذه الحُقبة بمشاركة المنتخب الفلسطينيّ في البطولات العربيّة والفرديّة، مع بروز عدد من الرّياضيين المميّزين مثل: سعيد الحسيني ومعمّر بسيسو وماجد أسعد وطوني عبود وغيرهم.
بعد نهاية الحرب العالميّة الثّانية، زاد الاهتمام العربي بالشّؤون الرياضيّة. ورغم تراجع الصّحافة الرياضيّة في فلسطين خلال هذه الفترة بسبب الظروف السّائدة وضعف الإمكانيات، إلّا أن بعض الصحف والمجلّات استمرت في التّركيز على الشّؤون الرياضيّة بشكل محدود، مثل جريدة "الجهاد" ومجلة "الوطن" وجريدة "المساء" في العهد الأردني.

## الصّحافة الرّياضيّة في عهدالاحتلال الإسرائيلي(1967 - 1994)
بعد الانتكاسة التي حدثت في 5 يونيو 1967، شهدت الضّفّة الغربيّة وقطاع غزّة توثقًا كاملًا في جميع الأنشطة الرياضيّة. ومع مرور الوقت، بدأت الحياة تعود تدريجيًا إلى هذا القطاع.
أمّا الصّحُف والمجلّات التي نُشرت قبل انتكاسة عام 1967 في البداية، فقد توقّفت بسبب القيود التي فرضتها سلطات الاحتلال الإسرائيلي. وبعد مرور أكثر من عام على الاحتلال تمّ السّماح لها بالإصدار مرّة أخرى، وذلك للأسباب التّالية.
·       فشل الصّحيفة العربيّة الإسرائيليّة "الأنباء"، في ملء الفراغ الذي تركه إغلاق الصحف العربيّة، مما أدى في النّهاية إلى إغلاقها.
·       حاجة إسرائيل لملء الفراغ الصحفيّ في الأراضي العربيّة المحتلة لتقديم نفسها كمحتل ليبرالي، وللتخفيف من الانتقادات الدولية، ولفهم آراء المواطنين.
·       إصدار "قانون بلدية القدس"، الذي منح امتيازات جديدة لسكّانها، مما سمح بنشر حوالي اثنتين وعشرين صحيفة يومية وأسبوعية وأربع عشرة مجلة، على الرغم من إغلاق العديد منها.
·       كان تغطية الاحتلال للرياضة ضعيفة في البداية بسبب تركيزها على القضايا السّياسيّة والاجتماعيّة والاقتصاديّة، بالإضافة إلى نقص الصحفيين المدرّبين في مجال الرياضة.

## الصّحافة الرّياضيّة في ظلّالسّلطة الوطنيّة الفلسطينيّة(1994 - 1997)
خلال فترة وجود السلطة الوطنية الفلسطينية في غزة وأريحا ابتداء من شهر أيار/مايو 1994، تطوّرت الصّحافة الرياضيّة في فلسطين بشكلٍ كبير. وهدَفَت الى تعزيز القطاع الرياضيّ وتنظيم الأنشطة الرياضية المتنوعة. ممّا أدى ذلك إلى تشكيل الاتّحادات الرياضيّة من قبل اللجنة الأولمبية، وتنظيم البطولات المختلفة في الألعاب الجماعيّة والفرديّة. وظهور أنشطة رياضيّة جديدة مثل. وشهدت الفترة أيضاً طفرة في إصدار الصحف والمجلات، حيث صدر حوالي 65 مطبوعة في الفترة ما بين وصول السلطة الفلسطينية إلى 31 مارس/آذار 1996، والتي تضاعفت بحلول نهاية عام 1997. ومن أبرز الصحف والمجلّات التي اهتمّت بالرّياضة: "القدس"، و"البيادر السياسي"، و"العودة"، و"الحياة الجديدة". وزادت هذه المنشورات من تغطيتها الرّياضيّة، حيث خصّص بعضها ما يصل إلى ثلاث صفحات يوميًا لأخبار الرياضة المحلية. أصبحت "الحياة الجديدة" أول صحيفة يومية رسميّة في فلسطين، حيث ركزت على التغطية الرياضيّة من خلال قسم مخصّص لها يسمى "الحياة الرياضية". كما شهد صعود الصّحافة الرياضيّة تشكيل "اتحاد الإعلام الرياضي" الذي يجمع المراسلين والمحرّرين المتخصّصين في التّغطية الرياضيّة.

## أنظر أيضًا
- صحافة
- فلسطين